# چهل و ششمین دوره جوایز هنری بکسانگ
مراسم چهل و ششمین دوره جوایز هنری بکسانگ (کره‌ای: 제46회 백상예술대상؛ انگلیسی: 46th Baeksang Arts Awards) در ۲۶ مارس ۲۰۱۰ در سئول، کره جنوبی برگزار شد. این مراسم توسط آی‌اس پلاس کورپوریشن ارائه شد و و از کی‌بی‌اس۲ پخش شد. مجری تلویزیونی لی هی جه و بازیگر کیم آه جونگ میزبانان مراسم بودند.

## نامزدها و برندگان
فهرست کامل نامزدها و برندگان:
(برندگان در ابتدای فهرست و به صورت پررنگ مشخص شده‌اند)

### فیلم
| جایزه بزرگ | جایزه بزرگ |
| --- | --- |
| - یون جه کیون – موج جزر و مد | |
| بهترین فیلم | بهترین فیلم‌نامه |
| - برخاست - موج جزر و مد - مادر - سایه مرگ - عطش | - جانگ مین سوک – سایه مرگ - بونگ جون هو، پارک اون کیو – مادر - لی هه جون – کشتی‌شکسته روی ماه - لی یونگ جو – Possessed - پارک گون یونگ، به سه یونگ – Lifting King Kong                                                              |
| بهترین بازیگر مرد | بهترین بازیگر زن |
| - ها جونگ-وو – برخاست در نقش هون ته/باب - جونگ جه یونگ – کشتی‌شکسته روی ماه در نقش کیم سونگ گون - گانگ دونگ-وون – سایه مرگ در نقش سونگ جی وون - کیم یون سوک – Running Turtle در نقش در نقش جو پیل سونگ - وون بین – مادر در نقش دو جون | - ها جی‌وون – Closer to Heaven در نقش لی جی سو - چوی کانگ هی – Goodbye Mom در نقش پارک ئه جا - کیم هه جا – مادر در نقش مادر - کیم اوک-بین – عطش در نقش ته جو - سو وو – پاجو در نقش چوی اون مو                                       |
| بهترین بازیگر تازه‌کار مرد | بهترین بازیگر تازه‌کار زن |
| - لی مین کی – موج جزر و مد در نقش چوی هیونگ شیک - کیم جی-سوک – برخاست در نقش چیل گو - کیم مو یول – The Scam در نقش جو مین هیونگ - یانگ ایک-جون – Breathless در نقش سانگ هون - یو سونگ هو – 4th Period Mystery در نقش هان جونگ هون    | - جو آن – Lifting King Kong در نقش پارک یونگ جا - بک جین هی – Bandhobi در نقش مین سو - کانگ یه وون – هارمونی در نقش کانگ یو می - کیم کوت-بی – Breathless در نقش یون هی - سون‌وو سون – Jeon Woo-chi: The Taoist Wizard در نقش گابلین |
| بهترین کارگردان | بهترین کارگردان تازه‌کار |
| - جانگ هون – سایه مرگ - بونگ جون-هو – مادر - کیم یونگ هوا – برخاست - پارک چان اوک – پاجو - یون جه کیون – موج جزر و مد | - لی هو جه – The Scam - جونگ گی هون – Goodbye Mom - پارک گون یونگ – Lifting King Kong - پارک هی گون – رسوایی اینسادونگ - یانگ ایک-جون – Breathless                                                                                 |
| محبوب‌ترین بازیگر مرد | محبوب‌ترین بازیگر زن |
| - جانگ گیون سوک – پرونده قتل ایته‌وون در نقش رابرت جی. پیرسن | - چوی کانگ هی – Goodbye Mom در نقش پارک ئه جا |

### تلویزیون
| جایزه بزرگ | جایزه بزرگ |
| --- | --- |
| - گو هیون-جونگ – ملکه سوندوک | |
| بهترین درام | بهترین فیلم‌نامه |
| - آیریس - میراث درخشان - همسر من بی‌نظیره - ملکه سوندوک - شکارچیان برده | - چون سونگ ایل – شکارچیان برده - کیم یونگ هیون، پارک سانگ یون – ملکه سوندوک - پارک جی اون – همسر من بی‌نظیره - شین جه وون، لی جی هیانگ، چوی یی رانگ، لی جه یون – جزیره تامنا - سو هیون کیونگ – میراث درخشان                                                        |
| بهترین برنامه آموزشی | بهترین برنامه سرگرمی |
| - اشک‌های آمازون | - ضربه عالی روی پشت بام |
| بهترین کارگردان | بهترین کارگردان تازه‌کار |
| - گو دونگ سون – همسر من بی‌نظیره - هونگ سونگ چانگ – تو زیبایی - کیم بیونگ ووک، کیم چانگ دونگ، کیم یونگ کی – ضربه عالی روی پشت بام - پارک هونگ گیون، کیم گون هونگ – ملکه سوندوک - یانگ یون هو، کیم کیو ته – آیریس                                           | - یو هیون کی – Master of Study - کواک جونگ هوان – شکارچیان برده - جین هیوک – میراث درخشان - بک سو چان – Dream - پارک یونگ سو – Family's Honor |
| بهترین بازیگر مرد | بهترین بازیگر زن |
| - لی بیونگ هون – آیریس در نقش کیم هیون جون - جانگ هیوک – شکارچیان برده در نقش لی ده گیل - کیم سو رو – Master of Study در نقش کانگ سوک هو - سو جی سوب – هابیل و قابیل در نقش لی چو این/اوه کانگ هو - یون سانگ هیون – همسر من بی‌نظیره در نقش هو ته جون      | - کیم نام-جو – همسر من بی‌نظیره در نقش چون جی ئه - گو هیون-جونگ – ملکه سوندوک در نقش بانو می‌شیل - هان هیو جو – میراث درخشان در نقش گو اون سونگ - کیم سو-یون – آیریس در نقش کیم سون هوا - کیم ته-هی – آیریس در نقش چوی سونگ هی                                      |
| بهترین بازیگر تازه‌کار مرد | بهترین بازیگر تازه‌کار زن |
| - کیم نام گیل – ملکه سوندوک در نقش بیدام - چوی دانیل – ضربه عالی روی پشت بام در نقش لی جی هون - لی سونگ گی – میراث درخشان در نقش سون‌وو هوان - یو سونگ هو – Master of Study در نقش هوانگ بک هیون - یون شی-یون – ضربه عالی روی پشت بام در نقش جونگ جون هیوک | - هوانگ جونگ اوم – ضربه عالی روی پشت بام در نقش هوانگ جونگ اوم - گو آه-سونگ – Master of Study در نقش گیل پول ایپ - لی مین جونگ – لبخند بزن در نقش سو جونگ این - سو وو – جزیره تامنا در نقش جانگ بو جین - شین سه کیونگ – ضربه عالی روی پشت بام در نقش شین سه کیونگ |
| بهترین مجری ورایتی مرد | بهترین مجری ورایتی زن |
| - پارک سونگ هو – Gag Concert | - کانگ یو می، آن یونگ می – Gag Concert |
| محبوب‌ترین بازیگر مرد | محبوب‌ترین بازیگر زن |
| - لی سونگ گی – میراث درخشان در نقش سون‌وو هوان | - ایم یون آه – مرد سیندرلایی در نقش سو یو جین |

### جوایز دیگر
- جایزه فشنیستا این‌استایل – سون یه-جین
- جایزه دستاورد مادام‌العمر – به سام ریونگ